# Давид ди Донателло 1981
26-я церемония вручения наград премии «Давид ди Донателло» состоялась 26 сентября 1981 года в Римском оперном театре.

## Победители

### Лучший фильм
- Начну с трёх, режиссёр Массимо Троизи
- Три брата, режиссёр Франческо Рози
- Любовная страсть, режиссёр Этторе Скола

### Лучшая режиссура
- Франческо Рози — Три брата
- Луиджи Коменчини — Вернись, Эудженио
- Этторе Скола — Любовная страсть

### Лучший сценарий
- Тонино Гуэрра и Франческо Рози — Три брата
- Руджеро Маккари и Этторе Скола — Любовная страсть
- Массимо Троизи и Анна Павиньяно — Начну с трёх

### Лучший продюсер
- Франко Коммиттери — Любовная страсть
- Джанни Минервини и Антонио Авати — Помоги мне мечтать
- Фульвио Лучизано и Мауро Берарди — Начну с трёх

### Лучшая женская роль
- Марианджела Мелато — Помоги мне мечтать
- Валерия Д’Обичи — Любовная страсть
- Елена Фабрици — Белый, красный и зелёный

### Лучшая мужская роль
- Массимо Троизи — Начну с трёх
- Микеле Плачидо — Фонтамара
- Карло Вердоне — Белый, красный и зелёный

### Лучшая женская роль второго плана
- Маддалена Криппа — Три брата[1]
- Ида Ди Бенедетто — Гостиничный номер[2]
- Лаура Антонелли — Любовная страсть

### Лучшая мужская роль второго плана
- Шарль Ванель — Три брата
- Бруно Ганц — Подлинная история дамы с камелиями
- Нестор Гарай — Гостиничный номер

### Лучшая операторская работа
- Паскуалино Де Сантис — Три брата
- Тонино Делли Колли — Гостиничный номер
- Эннио Гуарньери — Подлинная история дамы с камелиями

### Лучшая музыка
- Фьоренцо Карпи — Вернись, Эудженио
- Эннио Морриконе — Белый, красный и зелёный
- Пьеро Пиччони — Три брата
- Риц Ортолани — Помоги мне мечтать

### Лучшая художественная постановка
- Марио Гарбулья — Подлинная история дамы с камелиями
- Андреа Кризанти — Три брата
- Луиджи Скаччаноче — Фонтамара

### Лучший костюм
- Пьеро Този — Подлинная история дамы с камелиями
- Габриэлла Пескуччи — Три брата
- Лучано Калоссо — Фонтамара

### Лучший монтаж
- Руджеро Мастроянни — Гостиничный номер
- Нино Баральи — Белый, красный и зелёный
- Энцо Меникони — Неразбериха

### Лучший иностранный режиссёр
- Акира Куросава — Тень воина
- Пал Габор — Вера Анги
- Мартин Скорсезе — Бешеный бык

### Лучший сценарий иностранного фильма
- Жан Грюо — Мой американский дядюшка
- Брюс Бересфорд — Правонарушитель Морант
- Пал Габор — Вера Анги
- Андраш Ковач — Хозяин конезавода

### Лучший иностранный продюсер
- Hungaro Film — Вера Анги (ex aequo)
- Фрэнсис Форд Коппола и Джордж Лукас — Тень воина (ex aequo)
- Стэнли Кубрик — Сияние

### Лучшая иностранная актриса
- Катрин Денёв — Последнее метро
- Вера Пап — Вера Анги
- Сьюзен Сарандон — Атлантик-Сити

### Лучший иностранный актёр
- Берт Ланкастер — Атлантик-Сити
- Роберт Де Ниро — Бешеный бык
- Жерар Депардьё — Мой американский дядюшка

### Давид Лукино Висконти
- Франсуа Трюффо

### David Europeo
- Кшиштоф Занусси

## Примечание
1. ↑  Maddalena Crippa — David di Donatello 1981 Архивная копия от 15 апреля 2014 на Wayback Machine
2. ↑  Ida Di Benedetto — David di Donatello 1981 Архивная копия от 15 апреля 2014 на Wayback Machine